# Livadáki (Arcadie)
Livadáki (grec moderne : Λιβαδάκι) est une localité située dans le dème de Gortynie, dans le district régional d'Arcadie, dans la périphérie du Péloponnèse, en Grèce.
Selon le recensement de 2021, elle compte 40 habitants.